# Collimento
La famiglia Collimento o Collemezzo (talvolta preceduti dalle preposizioni di o da) è stata una famiglia nobile italiana.

## Storia
La famiglia Collimento ebbe origine dalla casata dei Berardi, noti come Conti dei Marsi. Il capostipite fu Odorisio Berardi, figlio di Rainaldo, il quale, entrato in possesso della signoria di Collimento (contemporanea frazione di Lucoli), poi elevata al rango di contea, grazie alla legge longobarda del XII secolo che consentiva di cambiare il proprio cognome col nome del feudo, cambiò il proprio cognome in Collimento. La sua genealogia, secondo quanto riportano gli storici, è piccola e di breve composizione. Uno dei suoi membri, Tommaso Collimento, entrato in possesso della signoria di Barile, mutò il proprio cognome in Barile, fondando così la famiglia Barile. Un'altra famiglia derivata da questa casata fu quella dei Rivera, che trasse la propria denominazione dal soprannome del fondatore Pietro Collimento. La famiglia Collimento si estinse nel XIII secolo con Berardo, che fu monaco presso l'Abbazia di Montecassino e cardinale.

## Albero genealogico
Di seguito è riportato l'albero genealogico della famiglia Collimento dal fondatore Odorisio, vivente nel XII secolo, fino agli ultimi discendenti, figli di Todino, vissuti nel XIII secolo, secondo una ricostruzione degli storici Camillo Pellegrino, Cesare d'Engenio Caracciolo, Enrico Bacco, Ottavio Beltrano et al.:
|                    |                    |         |          |             |             |          |          |          |            |            |         |                    |                 |
|                    |                    |         |          |             |             | Odorisio |          |          |            |            |         |                    |                 |
|                    |                    |         |          |             |             |          |          |          |            |            |         |                    |                 |
|                    |                    |         |          |             |             |          |          |          |            |            |         |                    |                 |
|                    |                    |         |          | Berardo     | Berardo     | Rainaldo | Rainaldo | Odorisia | Odorisia   |            |         |                    |                 |
|                    |                    |         |          |             |             |          |          |          |            |            |         |                    |                 |
|                    |                    |         |          |             |             |          |          |          |            |            |         |                    |                 |
| Tommaso            | Tommaso            |         | Rainaldo | Rainaldo    |             |          | Todino   | Todino   | Pietruccia | Pietruccia |         |                    |                 |
|                    |                    |         |          |             |             |          |          |          |            |            |         |                    |                 |
|                    |                    |         |          |             |             |          |          |          |            |            |         |                    |                 |
| Linea dei Barile · | Linea dei Barile · | Berardo | Berardo  | Gaitelgrima | Gaitelgrima | Mattia   | Mattia   | Lavinia  | Lavinia    | Filippa    | Filippa | Pietro "Rivera"    | Pietro "Rivera" |
|                    |                    |         |          |             |             |          |          |          |            |            |         |                    |                 |
|                    |                    |         |          |             |             |          |          |          |            |            |         |                    |                 |
|                    |                    |         |          |             |             |          |          |          |            |            |         | Linea dei Rivera · |                 |